# Gare de Milan-Cadorna
Pour les articles homonymes, voir Milan (homonymie) et Cadorna.
La gare de Milano-Cadorna (en italien, Stazione di Milano Cadorna) est une gare ferroviaire italienne des lignes de Milan à Saronno et de Milan à Asso. Elle est située Piazzale Cadorna, dans la ville de Milan, capitale de la province de Milan et de la région de Lombardie. Elle dessert notamment le Château des Sforza, le Parco Sempione, la Triennale de Milan, le Musée des sciences et des techniques Léonard de Vinci et la Basilique Saint-Ambroise.
Mise en service en 1879 par la Società anonima Ferrovie Milano-Saronno e Milano-Erba qui devient en 1883 la SA Ferrovie Nord, la gare a connu trois bâtiments successifs. Le premier modeste en bois est suivi par un deuxième monumentale en pierre ouvert en 1895, modifié en 1920; bombardé en 1943 et détruit en 1955 pour laisser la place à la tour de l'architecte Cesa Bianchi. À la fin des années 1990, la place et le bâtiment de la gare sont revisités par l'architecte Gae Aulenti pour moderniser et donner du lien aux liaisons multimodales.
Gare principale et siège de l'entreprise ferroviaire italienne Ferrovie Nord Milano, elle est le terminus : des lignes régionales qui relient Milan à Côme, Varèse, Laveno-Mombello, Novare, Canzo et Asso, du Malpensa Express qui fait des navettes avec l'aéroport de Milan Malpensa, et des lignes S3 et  S4 du Service ferroviaire suburbain de Milan.

## Situation ferroviaire
Établie à environ 122 mètres d'altitude, la gare terminus de Milan-Cadorna est située au point kilométrique (PK) 0,00 des lignes de Milan à Saronno et de Milan à Asso, qui ont un parcours parallèle qui passe par la gare suivante de Milan-Domodossola.
C'est une gare en impasse qui dispose de 10 voies à quai.

## Histoire

### Première gare (1879-1895)
L'implantation d'une gare terminus à proximité de la piazza d'Armi prend forme, en 1874, avec la présentation du projet pour ligne de chemin de fer de Milan à Saronno présenté par le financier belge Albert Vaucamps, et les ingénieurs italiens Ambrogio Campiglio et Emilio Bianchi, en lien avec la municipalité. La convention pour cette ligne est signée le 12 mai 1875. Il fallut ensuite attendre notamment l'accord des militaires ce qui repoussa la loi d'approbation de la concession au 21 mai 1876. Albert Vaucamps dépose également une demande de concession pour une ligne de Milan à Erba, elle est signée le 18 mai 1877 et approuvée le 15 juin de la même année. L'emplacement de la station est fixé à l'ouest de la Piazza d'Armi. Toujours en 1877 est créée la Società anonima Ferrovie Milano-Saronno e Milano-Erba, dont 97 % du capital appartient à Albert Vaucamps, pour réaliser les lignes obtenues en concession. 
En 1878, les travaux de construction des lignes et de la station près de la « piazza Castello » sont en cours. Le bâtiment en bois, au style inspiré des chalets d'alpage, est situé avant la limite des anciens remparts de la ville près du château des Sforza. La mise en service a lieu avec l'inauguration de la ligne de Milan à Saronno le 22 mars 1879, en présence du maire Giulio Bellinzaghi. La section de Milan à Seveso, de la deuxième ligne de Milan à Erba, est ouvert à l'exploitation le 31 décembre 1879.
En 1883, la société concessionnaire est modifiée et devient la Società anonima per le Ferrovie Nord Milano, dite aussi SA Ferrovie Nord.

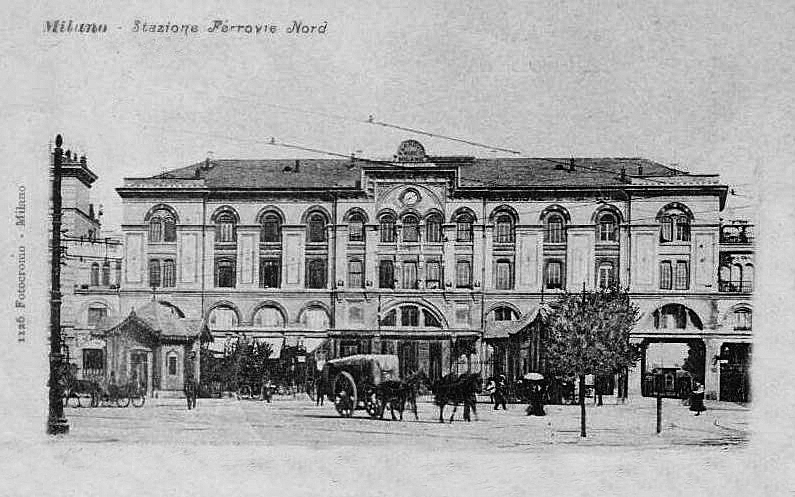
Vers 1900, le bâtiment construit en 1895.

### Deuxième gare (1895-1955)
Le modeste bâtiment d'origine en bois est détruit et remplacé en 1895 par un édifice monumentale en pierre, comportant trois étages. En 1920 le bâtiment est agrandi avec l'ajout d'un quatrième étage.
Durant la Seconde Guerre mondiale la gare partiellement détruite lors d'un bombardement le 13 août 1943. Pour permettre la poursuite du service les restes du bâtiment, le niveau du sol et le premier étage sont recouverts d'une toiture provisoire. 

### Gare actuelle (1955-2000-...)
En 1955, les restes de l'ancienne gare sont remplacés par un nouveau bâtiment de 10 étages conçu par l'architecte Cesa Bianchi.
Entre 1999 et 2000, l'architecte italienne Gae Aulenti a réalisé des projets de requalification de la gare et de la place Cadorna en vue de l'ouverture de la ligne Malpensa Express.G. Aulenti e P. Bartoletti

## Service des voyageurs

### Accueil
Gare voyageurs LeNord, elle dispose d'un bâtiment voyageurs, avec des guichets et automates pour l'achat de titres de transport. Elle est accessible aux personnes à la mobilité réduite. On y trouve également des services bancaire, une pharmacie et un bar. 

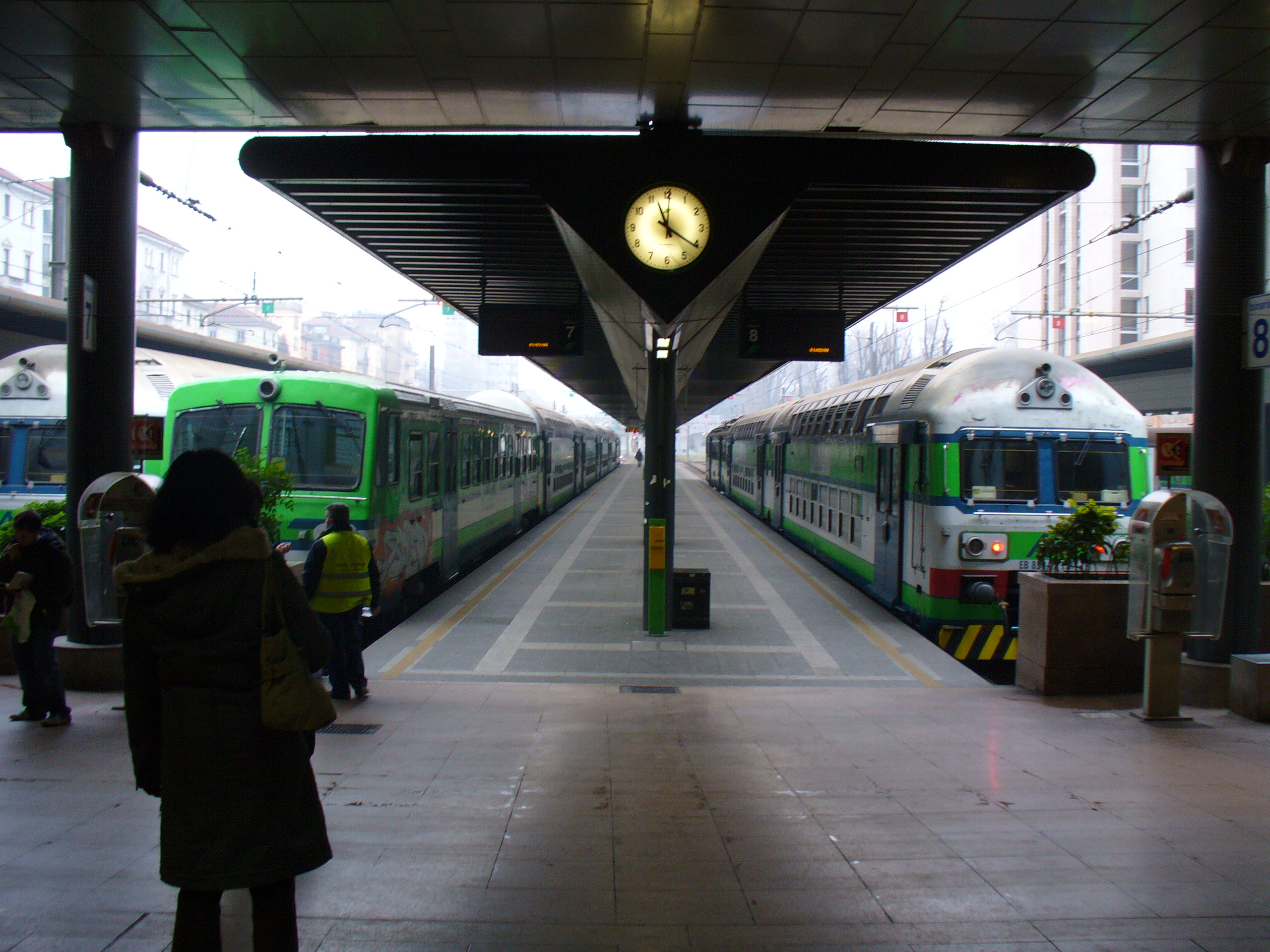
Quais et desserte en 2008.

### Desserte
Milan-Cadorna est une importante gare régionale Ferrovienord desservie par des trains régionaux R LeNord, des relations de Milan-Cadorna à : Novare (via Saronno), Varèse ou Laveno-Mombello (via Saronno), Côme (via Saronno) et Canzo-Asso (via Seveso).
Milan-Cadorna est une gare terminus du Service ferroviaire suburbain de Milan, des lignes S3 : Saronno - Milan-Cadorna, et S4 : Camnago-Lentate - Milan-Cadorna.
C'est également une gare terminus du service Malpensa Express qui effectue des relations avec la gare de l'Aéroport de Milan Malpensa.

### Intermodalité
La gare est desservie par les lignes M1 et M2 du Métro de Milan, accessibles par la station Cadorna.
Elle est également desservie par d'autres transports en commun : des tramways (ligne : 1), des bus (lignes : 50, 58, 61, 94) et des bus de nuit (lignes : NM1, NM2, N25, N26).

## Galerie de photographies

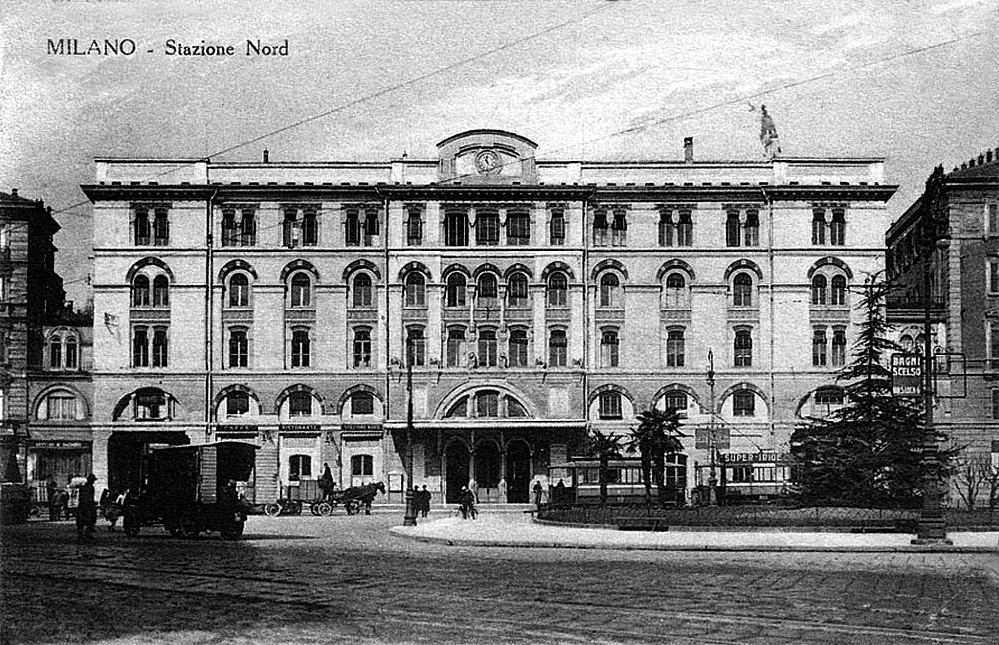
Le bâtiment en 1920, avec un étage supplémentaire.
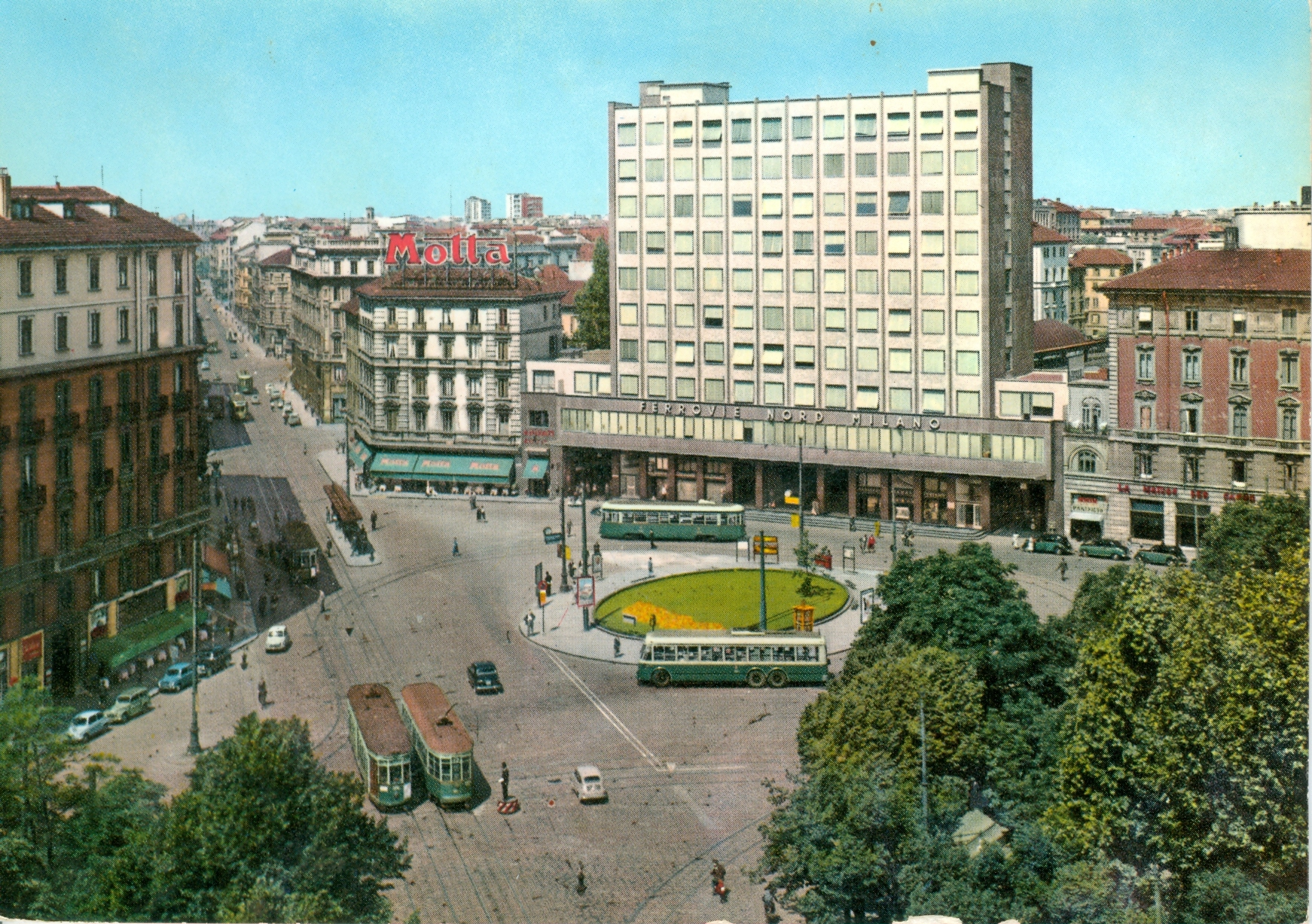
Bâtiment de Cesa Bianchi construit en 1955.
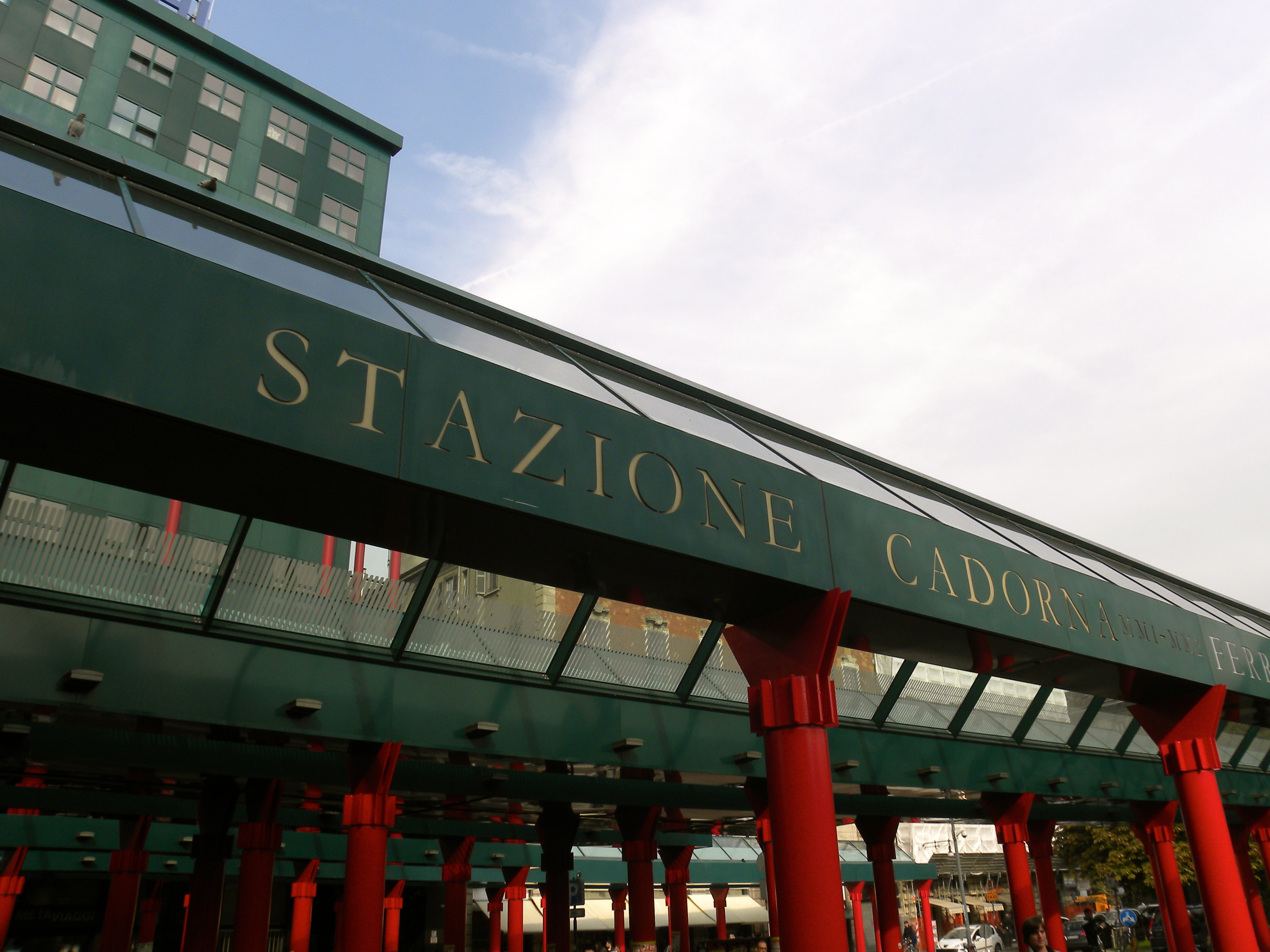
Entrée de la gare revue par Gae Aulenti en 1999.
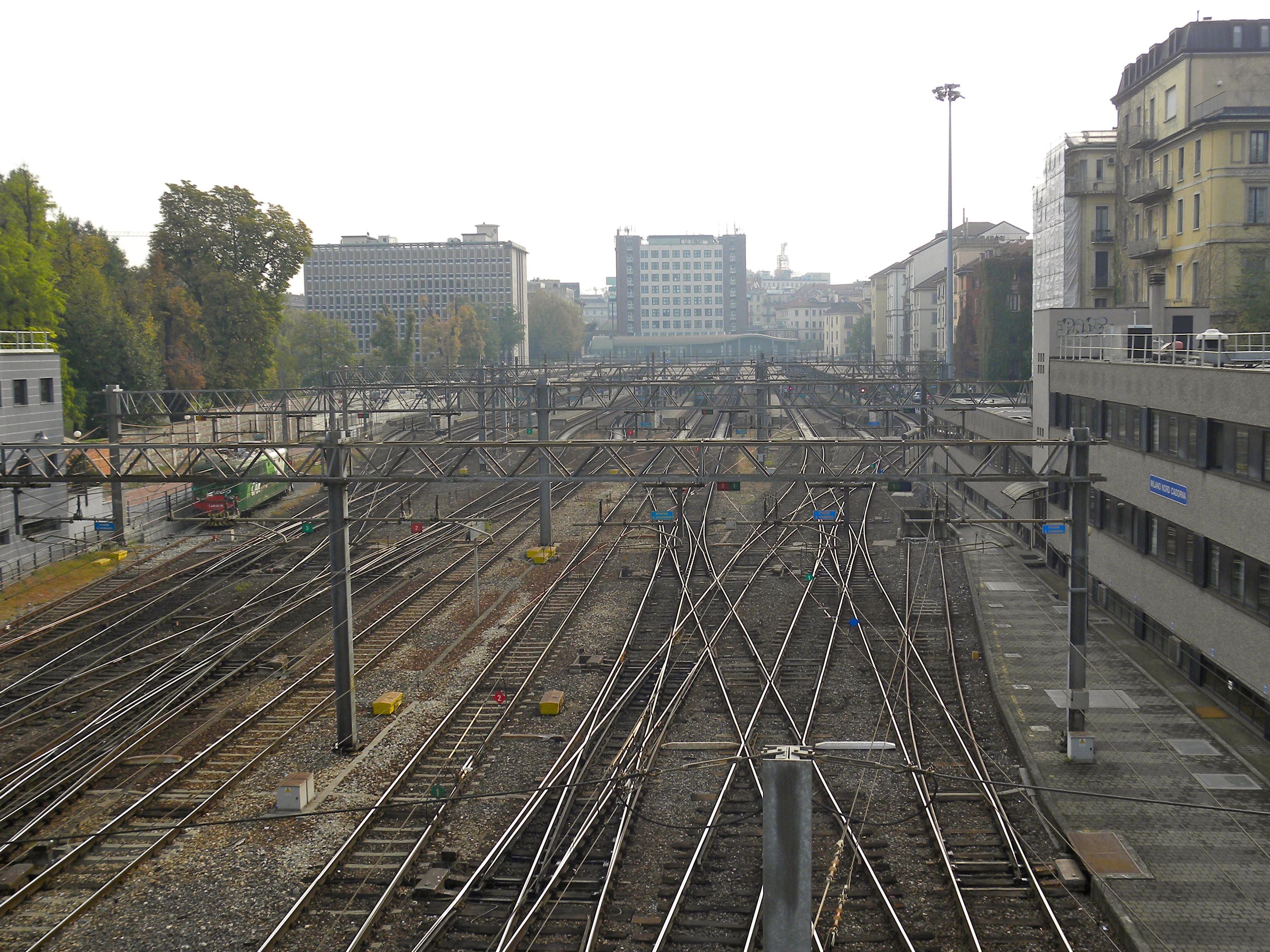
Vue d'ensemble de l'intérieur de la gare (2011).